# Wielersport op de Gemenebestspelen 1998
Wielersport is een van de sporten die beoefend werden tijdens de Gemenebestspelen 1998 in Kuala Lumpur, Maleisië. Sinds 1990 zijn er onderdelen voor zowel mannen als vrouwen opgenomen in de kalender. Bij de vrouwen waren deze editie drie onderdelen op de baan en twee op de weg en voor de mannen betrof het zes onderdelen op de baan en twee op de weg, wat neerkwam op een totaal van dertien onderdelen. Het medailleklassement werd gewonnen door Australië met zestien medailles in totaal, waarvan acht gouden.
Het was de eerste editie dat een tijdrit op de weg onderdeel was van het schema. De tijdrit bij de mannen was 42 kilometer lang en bij de vrouwen 28. De wegwedstrijd voor mannen was in totaal 184 kilometer en voor de vrouwen 92.

## Uitslagen

### Mannen
| Discipline           | Goud                                                                           | Zilver                                                                          | Brons                                                                       |
| Baan                 | Baan                                                                           | Baan                                                                            | Baan                                                                        |
| -------------------- | ------------------------------------------------------------------------------ | ------------------------------------------------------------------------------- | --------------------------------------------------------------------------- |
| Achtervolging        | Brad McGee                                                                     | Luke Roberts                                                                    | Matt Illingworth                                                            |
| Ploegenachtervolging | Australië Brett Lancaster Timothy Lyons Brad McGee Luke Roberts Michael Rogers | Engeland Jon Clay Robert Hayles Matt Illingworth Colin Sturgess Bradley Wiggins | Nieuw-Zeeland Brendon Cameron Timothy Carswell Greg Henderson Lee Vertongen |
| Puntenkoers          | Glen Thomson                                                                   | Rob Hayles                                                                      | Greg Henderson                                                              |
| Scratch              | Michael Rogers                                                                 | Shaun Wallace                                                                   | Timothy Carswell                                                            |
| Sprint               | Darryn Hill                                                                    | Sean Eadie                                                                      | Barry Forde                                                                 |
| Tijdrit              | Shane Kelly                                                                    | Jason Queally                                                                   | Joshua Kersten                                                              |
| Weg                  |                                                                                |                                                                                 |                                                                             |
| Individuele tijdrit  | Eric Wohlberg                                                                  | Stuart O'Grady                                                                  | David George                                                                |
| Wegwedstrijd         | Jay Sweet                                                                      | Rosli Effandy                                                                   | Eric Wohlberg                                                               |

### Vrouwen
| Discipline          | Goud            | Zilver          | Brons            |
| Baan                | Baan            | Baan            | Baan             |
| ------------------- | --------------- | --------------- | ---------------- |
| Achtervolging       | Sarah Ulmer     | Alayna Burns    | Yvonne McGregor  |
| Puntenkoers         | Alayna Burns    | Sarah Ulmer     | Annie Gariepy    |
| Sprint              | Tanya Dubnicoff | Michelle Ferris | Lori-Ann Muenzer |
| Weg                 |                 |                 |                  |
| Individuele tijdrit | Anna Wilson     | Linda Jackson   | Kathy Watt       |
| Wegwedstrijd        | Lyne Bessette   | Susy Pryde      | Anna Wilson      |

## Medaillespiegel
| Plaats | Land          | Goud | Zilver | Brons | Totaal |
| 1      | Australië     | 8    | 5      | 3     | 16     |
| 2      | Canada        | 3    | 1      | 3     | 7      |
| 3      | Nieuw-Zeeland | 2    | 2      | 3     | 7      |
| 4      | Engeland      | 0    | 4      | 2     | 6      |
| 5      | Maleisië      | 0    | 1      | 0     | 1      |
| 6      | Barbados      | 0    | 0      | 1     | 1      |
| 6      | Zuid-Afrika   | 0    | 0      | 1     | 1      |
| Totaal | Totaal        | 13   | 13     | 13    | 39     |

1934 · 1938 · 1950 · 1954 · 1958 · 1962 · 1966 · 1970 · 1974 · 1978 · 1982 · 1986 · 1990 · 1994 · 1998 · 2002 · 2006 (baan - weg) · 2010 · 2014 · 2018 · 2022 · 2026
Atletiek · Badminton · Boksen · Bowlen  · Bowls  · Cricket · Gewichtheffen · Gymnastiek · Hockey · Netball · Rugby sevens · Schietsport · Schoonspringen · Squash · Synchroonzwemmen · Wielersport · Worstelen · Zwemmen